# Ephippiochthonius lucanus
Espèce
Synonymes
- Chthonius lucanus Callaini, 1984

Ephippiochthonius lucanus est une espèce de pseudoscorpions de la famille des Chthoniidae.

## Distribution
Cette espèce est endémique d'Italie. Elle se rencontre en Calabre, au Basilicate, en Campanie et en Abruzzes.

## Description
Les mâles mesurent de 1,2 à 1,4 mm et les femelles de 1,4 à 1,7 mm.

## Publication originale
- Callaini, 1984 : Osservazioni su alcune specie di Chthonius del sottogenere Ephippiochthonius Beier (Arachnida, Pseudoscorpionida, Chthoniidae). Notulae Chernetologicae 17. Annali del Museo Civico di Storia Naturale Giacomo Doria, vol. 85, p. 125-159.